# Битва при реке Арджеш
Битва при реке Арджеш (нем. Schlacht am Argesch) — сражение Первой мировой войны вдоль реки Арджеш, часть битвы при Бухаресте. Завершилось победой войск Центральных держав.

## Ход сражения
Наступление со стороны Центральных держав с севера вела 9-я германская армия, с юга — болгаро-немецкая Дунайская. Протяжённость фронта составляла 120 км. 27 ноября румыны оставили линию реки Олт, и в результате соединились 9-я и Дунайская армия; также болгары взяли Джурджу.
Несмотря на катастрофическую стратегическую ситуацию, командующий румынскими войсками генерал Презан вместе с руководителем недавно прибывшей французской военной миссии в Румынию генералом Анри Бертло разработал план операции, который включал в себя внезапный фланговый маневр на участке между силами Макензена и Кюне (9-я армия) в 20-километровой зона, слабо занятой двумя группами немецких войск. Трудности, вызванные нехваткой войск, привели к тому, что нанесение удара, назначенное на 29 ноября, было отложено.
План удался на начальном этапе, поскольку румынским и российским войскам удалось застать противника врасплох. 1 декабря румынская армия начала наступление юго-западнее Бухареста, нанеся удар по 20-километровую брешь между группами Макензена и Фалькенхайна, что привело к отступлению частей Макензена и обходу фланга Фалькенхайна. Румынские войска захватили тысячи пленных и значительное количество вооружения противника. 
2 декабря ситуация на линии фронта все еще была неопределенной. 217-я немецкая пехотная дивизия по-прежнему одна противостояла противнику. Между ней и 12-й болгарской дивизией фронт грозил прорывом. Только вмешательство в последнюю минуту 26-й турецкой пехотной дивизии 2 декабря спасло группу Макензена от окружения. 
Утром 3 декабря румынские 21-я и 18-я пехотные дивизии снова атаковали всеми силами. Вмешательство 7-го и 9-го стрелковых батальонов, которые на рассвете закрыли брешь между 12-й болгарской дивизией и 217-й пехотной дивизией, позволило стабилизировать угрожаемый сектор. Бой продолжается все утро, но безрезультатно.
Румынское наступление прекратилось только тогда, когда правое крыло 9-й немецкой армии генерала фон Фалькенхайна вступило в сражение. С запада, из района Слатины, на линию Арджеш стал наступать кавалерийский корпус Шметтова (6-я и 7-я кавалерийские дивизии) и группа Кюне в составе 41-й и 109-й пехотных дивизий. С северо-запада подходил Альпийский корпус (группа Крафта в составе 216-й и 301-й пехотных дивизий). Подход 11-й баварской пехотной дивизии из группы Кюне помог блокированным частям Дунайской армии отбросить румын. Румынским соединениям пришлось прервать наступление и отойти к берегам Арджеша.
Началось совместное наступление 9-й и Дунайской армий. Генерал Сосеску, командир корпуса, который должен был контратаковать, отказался повести в бой своих плохо обученных и плохо вооружённых резервистов. К утру 4 декабря вся линия Арджеша находилась в руках войск Центральных держав. 

## Результаты
Попытка остановить наступление войск Центральных держав потерпела неудачу. После того как 6 декабря румынская северная линия обороны также подверглась атаке и обходу со стороны левого крыла 9-й армии Фалькенхайна и был взят Плоешти, а кавалерийский корпус генерала фон Шметтова прорвался в районе северо-западных фортов города, гарнизон Бухареста капитулировал, и город был занят войсками Центральными державами. 